# Avenida Potomac (Metro de Washington)
Avenida Potomac es una estación en las líneas Azul, Plata y Naranja del Metro de Washington, administrada por la Autoridad de Tránsito del Área Metropolitana de Washington. La estación se encuentra localizada en 700 14th Street SE en Washington D. C.. La estación Avenida Potomac fue inaugurada el 1 de julio de 1977.

## Descripción
La estación Avenida Potomac cuenta con 1 plataforma central. La estación también cuenta con 4 espacios para bicicletas y con 2 casilleros.

## Conexiones
La estación es abastecida por las siguientes conexiones de autobuses: 
- Rutas del MetroBus
DC Circulator